# Badis ibne Almançor (hamádida)
Badis ibne Almançor (Badis ibn al-Mansur) foi um efêmero emir do Reino Hamádida em 1105. Era filho de Almançor (r. 1088–1105) e irmão de Abdalazize (r. 1105–1121/1122 ou 1124/1125).

## Vida
Badis era filho do emir Almançor (r. 1088–1105) e irmão de Abdalazize (r. 1105–1121/1122 ou 1124/1125). Ao ascender ao poder em 1105, governou tiranicamente por alguns meses antes de ser morto. Dentre as medidas que tomou estão a execução do vizir de seu pai e confisco de sua propriedade, a execução do comandante de Bugia e remoção de seu irmão do governo de Argel e sua mudança para Jijel. Ao falecer foi sucedido por Abdalazize. O historiador H. R. Idris comparou-o ao imperador Calígula (r. 37–41).